# サヨナラ・ベイビー
「サヨナラ・ベイビー」（Take Good Care of My Baby）は、キャロル・キングとジェリー・ゴフィンが作詞作曲し、ボビー・ヴィーが1961年に発表した楽曲。全米チャート第1位を獲得した。

## 解説
「サヨナラ・ベイビー」は当初ディオンが録音したが発売が見送られ、ボビー・ヴィーのプロデューサーのスナッフ・ギャレットはヴァースが必要と考えキャロル・キングに追加させた。セッションにはバーニー・ケッセル、シド・シャープ、コーラスにはジョニー・マン・シンガースも参加し、そうそうたるメンバーがそろい、1961年7月20日に発売され、全米第1位を3週間維持し、カナダ・イギリス・ニュージーランドでも第1位を記録した。1968年にはボビー・ヴィントン盤が全米33位を記録した。こちらのバージョンはバースが省略されティーン向けというよりイージー・リスニング向けの仕上がりとなっていた。

## カバー
- ディオン (1961年)
- ビートルズ (1962年、デッカ・レコードのオーディション、リード・ボーカルはジョージ・ハリスン)
- レターメン (1966年）
- ゲイリー・ルイス・アンド・ザ・プレイボーイズ (1966年）
- ダニー・オズモンド (1972年）
- ショーン・キャシディ (1977年)
- Mi-Ke（1993年）アルバム「甦る60's 涙のバケーション」収録